# یانگ سو-هی
یانگ سو-هی (انگلیسی: Yang So-hee؛ متولد ۸ آوریل ۱۹۷۶) یک تکواندوکار اهل کره جنوبی است.
وی در مسابقات قهرمانی تکواندو جهان در سال ۱۹۹۷ در هنگ‌کنگ در دسته سبک‌وزن، برنده یک مدال طلا شد و در مسابقات قهرمانی تکواندو جهان در سال ۱۹۹۵ یک مدال نقره به دست آورد. وی در مسابقات تکواندو قهرمانی آسیا در ملبورن در سال ۱۹۹۶، مدال طلا را در دسته سبک‌وزن از آن خود کرد.